# Mato Grosso
Pour les articles homonymes, voir Mato Grosso (homonymie).
Le Mato Grosso (prononcé en portugais : [ˈmatu ˈɡɾosu]) est l'un des 26 États du Brésil. Il fait partie de la région Centre-Ouest. Sa capitale est la ville de Cuiabá. En 2019, l'État, qui compte 1,66 % de la population brésilienne, est responsable de 1,9 % du PIB du pays,,,.
C'est l'un des États les plus évolutifs du pays, aidant le Brésil à se développer.

## Nom
Mato Grosso se traduit par « grande brousse » — et non « grande forêt » comme c'est souvent le cas selon Claude Lévi-Strauss : « le mot forêt se rend par le féminin “mata”, tandis que le masculin exprime l'aspect complémentaire du paysage sud-américain ».

## Géographie

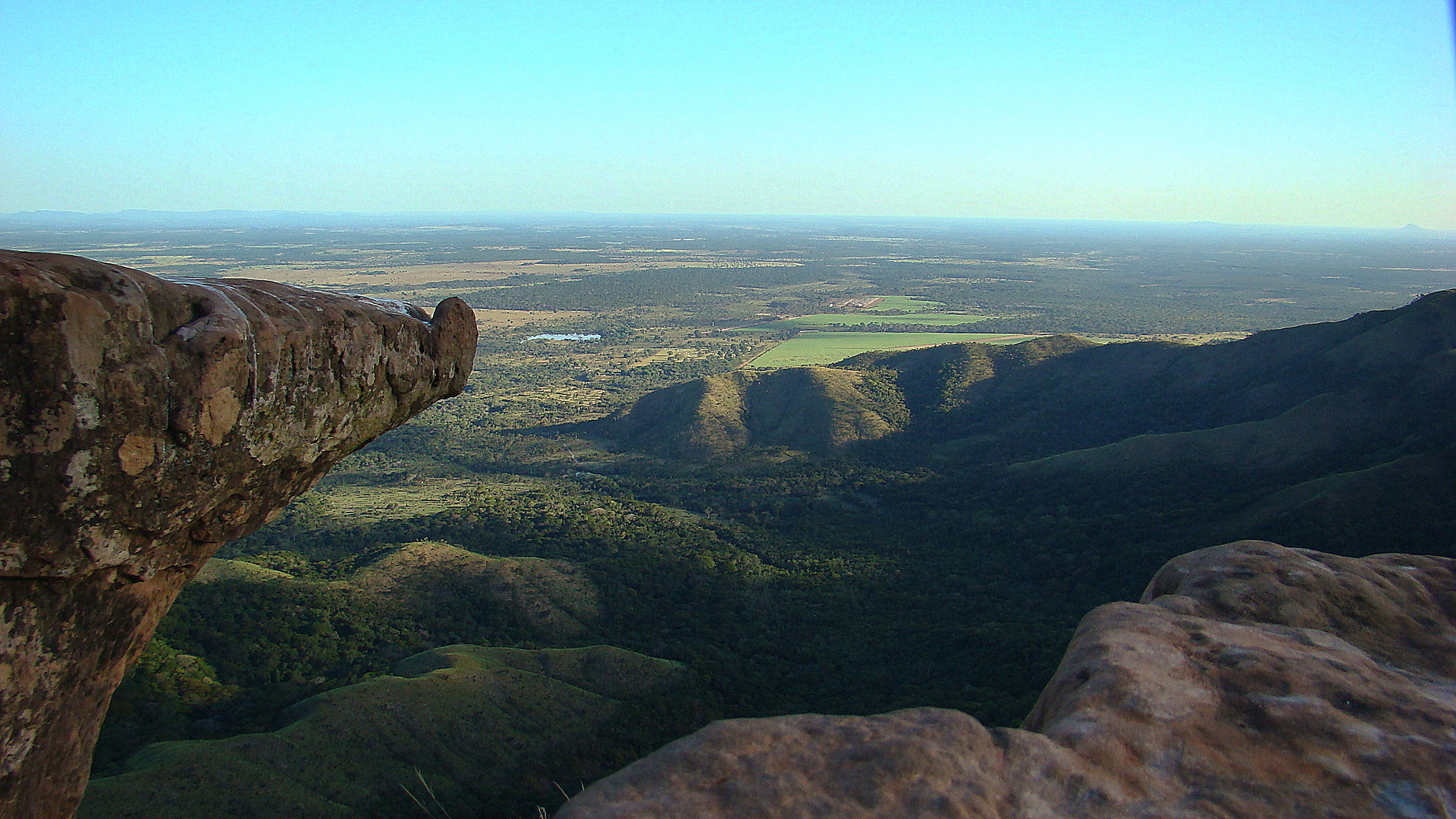
Parc national Chapada dos Guimarães.

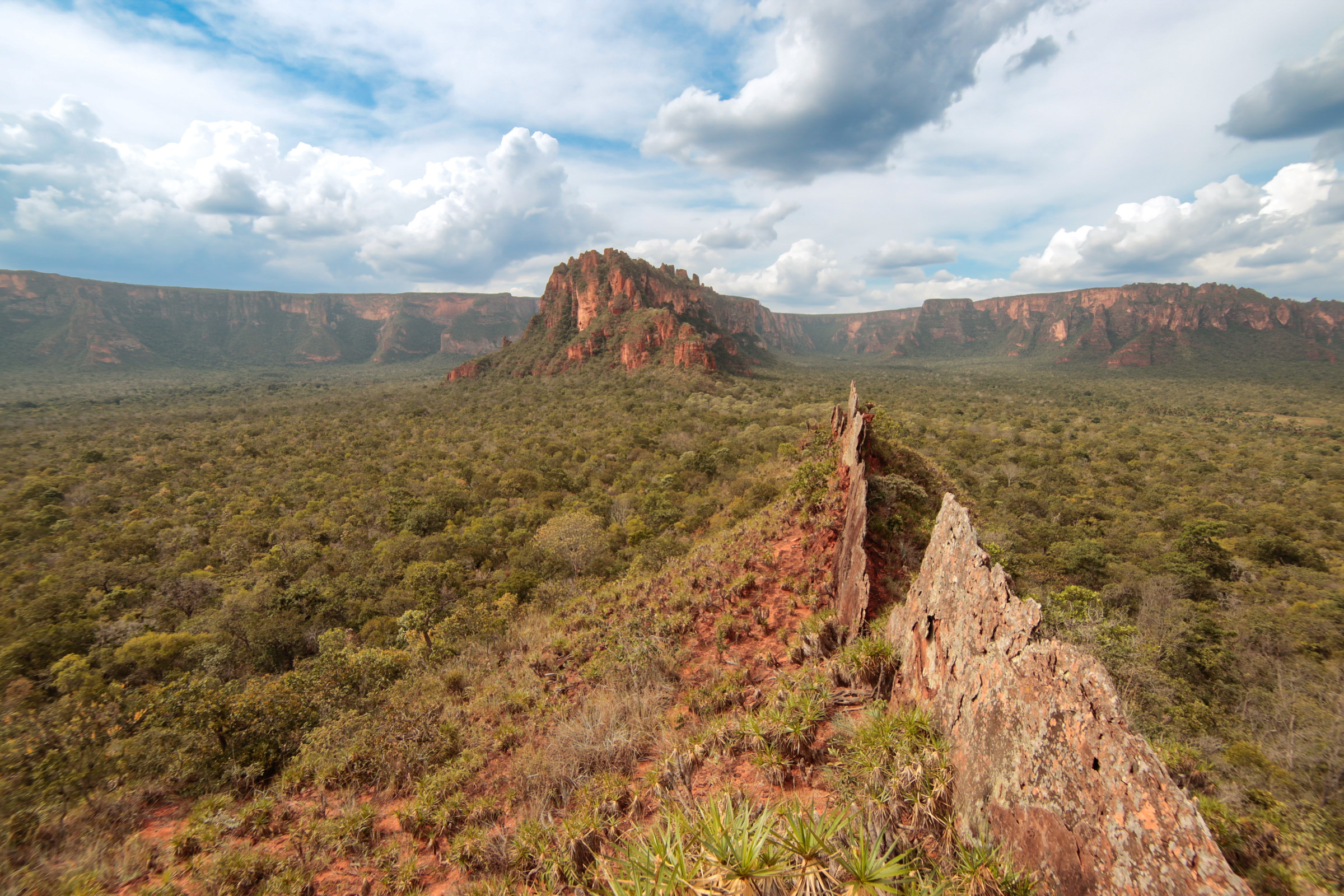
Dans le parc national de Chapada dos Guimarães au Mato Grosso, le Crista do Galo. Mai 2022.

Le Mato Grosso est limité par l'Amazonas et le Pará au nord, par le Tocantins et le Goiás à l'est, par le Mato Grosso do Sul au sud, et par la Bolivie et le Rondônia à l'ouest.
À l'exception de la capitale de l’État, Cuiabá, les villes sont peu développées. Les plus importantes sont Várzea Grande, Barra do Bugres, Barra do Garças, Cáceres, Rondonópolis et Sinop.
Le Mato Grosso est divisé en trois zones distinctes :
- Le plateau du Mato Grosso, situé au centre et au sud-est de l'État, est, avec la Serra dos Parecis, massif montagneux qui le prolonge au centre-ouest, la ligne de partage des eaux entre le bassin de l'Amazone au nord et celui du Paraguay au sud. Formé de chapadas (hauts plateaux), sa végétation est dominée par le cerrado (savane brésilienne) ;
- Les dépressions du rio Xingu et du rio Araguaia, séparées par la Serra do Roncador, sont situées au nord de Cuiabá et du Plateau du Mato Grosso. Le Xingu et l'Araguáia sont alimentés par de plus petits rios venus du Pantanal ou de diverses serras. Le Xingu se déverse dans l'Amazone plus au nord, dans l'État du Pará; l'Araguáia se jette dans le rio Tocantins qui est également un affluent de l'Amazone ;
- Le Pantanal occupe 50 000 km2 du sud-ouest de l'État. Il s'agit d'un grand marais, suite de la plaine alluviale du río Paraguay. C'est la plus grande zone humide du monde La Transpantaneira est une route de terre qui a à l'origine été prévue pour le traverser mais, construit dans les années 1970, il n'a jamais été terminé et est maintenant la plupart du temps employé pour les excursions touristiques.

Le Mato Grosso est un État essentiellement agraire, à l'économie basée sur l'élevage bovin et le soja. 7 % du territoire sont cultivés ou réservés à l'élevage.
Dans l’État se trouve le parc national de Chapada dos Guimarães, créé en 1989 dans une région très accidentée présentant des falaises et des chutes d'eau spectaculaires.

## Climat

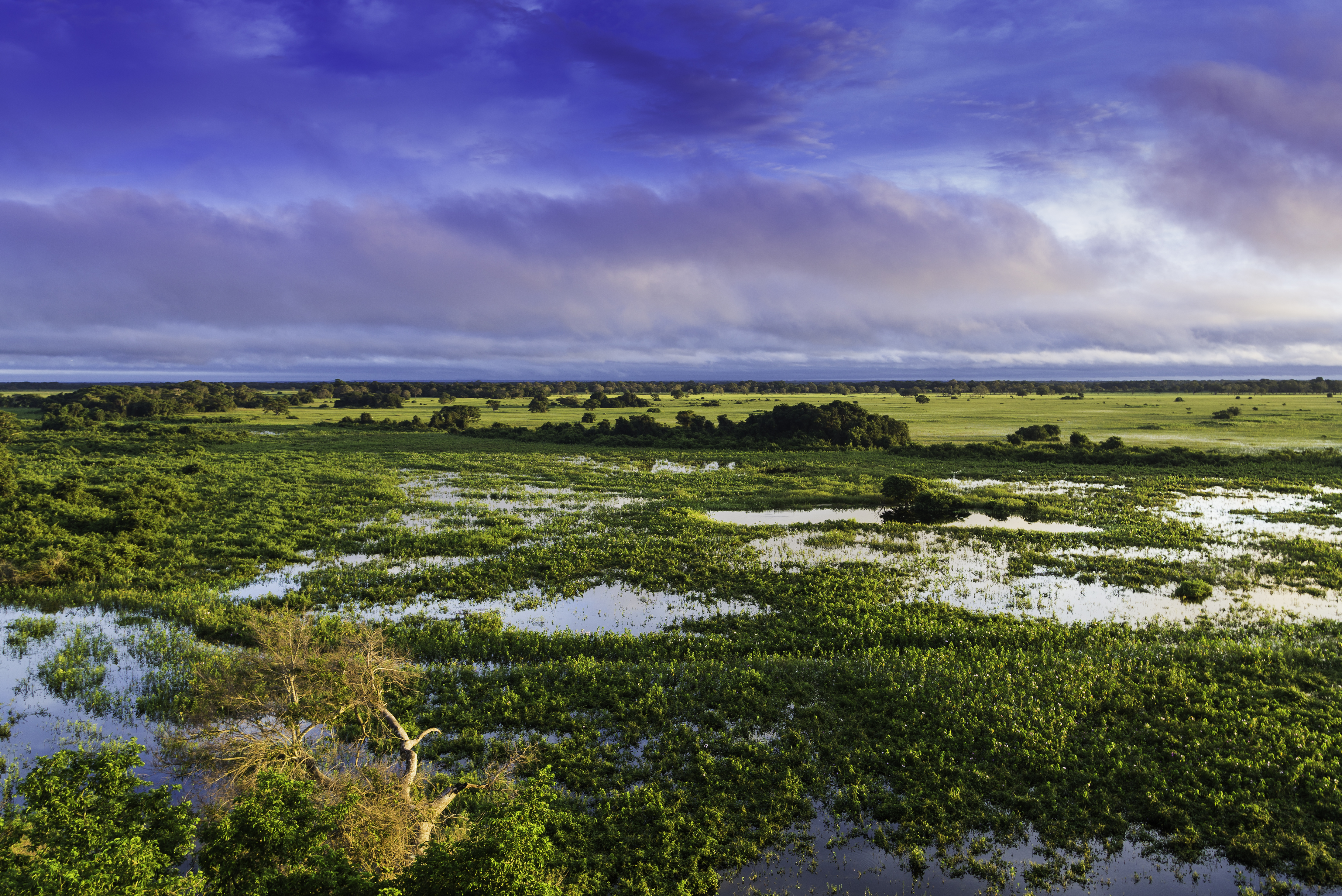
Paysage du Pantanal dans le Mato Grosso.

Le climat du Mato Grosso est typique de la forêt amazonienne, très humide et tropicale. La température annuelle est de 26 °C et peut atteindre 40 °C. Il y tombe plus de 1 000 mm de pluie annuellement. Dans le cerrado du sud, le climat est plus sec. Il y a également une saison sèche dans le Pantanal qui s'assèche alors presque complètement.

## Histoire

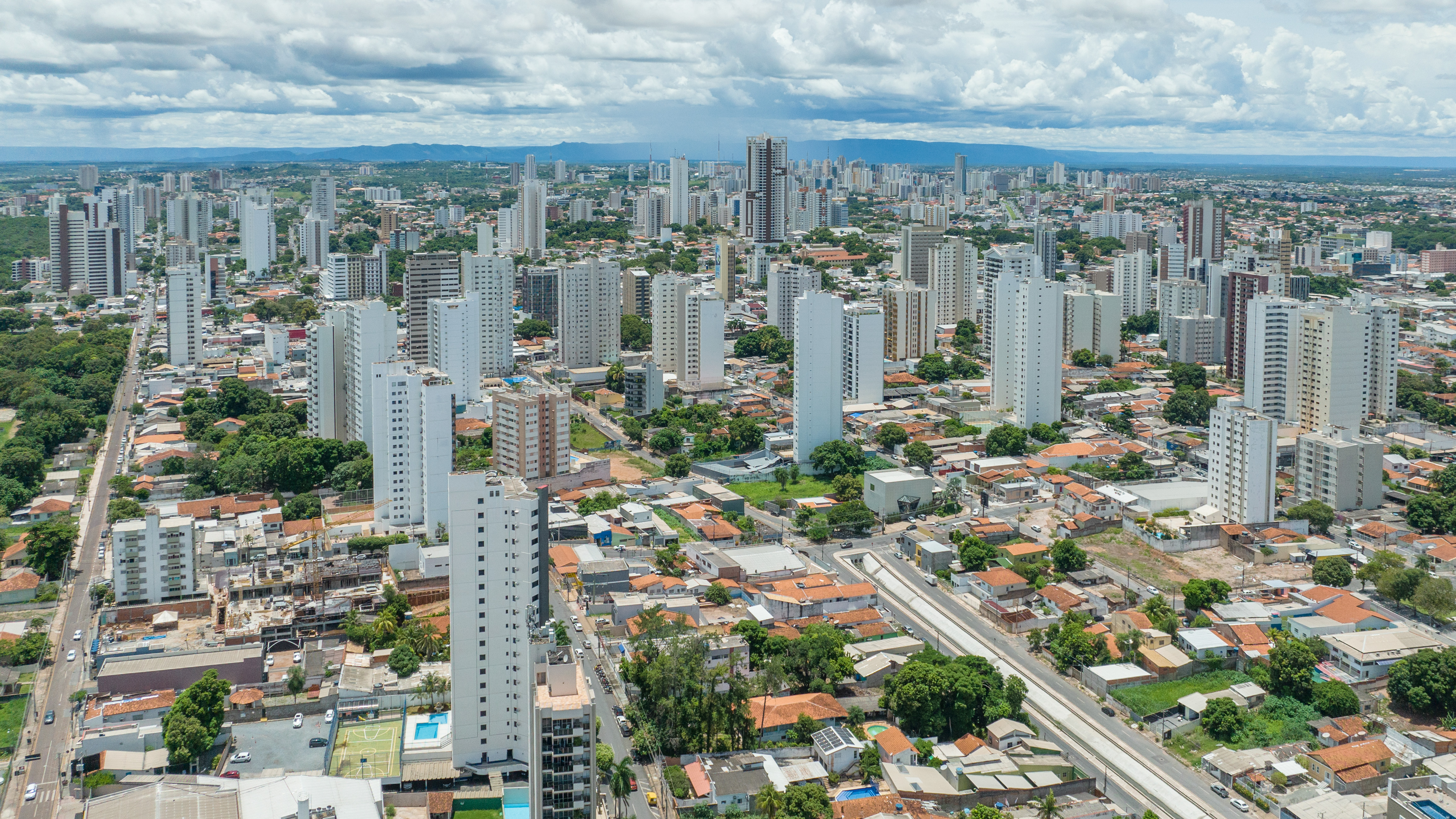
Cuiabá, capitale et centre financier de l'État, en 2022.

Lors du traité de Tordesillas partageant le Nouveau Monde entre le Portugal et l'Espagne, le Mato Grosso était compris dans la région attribuée à ce dernier pays. Le premier noyau véritable de peuplement européen ne fut cependant créé qu'en 1680 par les jésuites, mais ceux-ci furent rapidement expulsés par des explorateurs sans scrupules.
En 1718, une expédition de recherche portugaise découvre de l'or près des berges du rio Coxipos, au centre-sud du futur État. Un an plus tard, un poste-frontière y est fondé, Arraial de Forquilha. Les premiers colons blancs s'y installent par la même occasion. Voulant garantir sa nouvelle frontière, le Portugal crée la capitainerie du Mato Grosso dont le premier gouverneur est Rodrigo Cesar de Mezenes.
Celui-ci intensifie la colonisation dans la région et installe un système de défense vis-à-vis des Espagnols. Arrial prend le nom de Cuiabá en 1727. Les frontières sont officialisées lorsque le Portugal signe avec l'Espagne le traité de Madrid en 1750 suivi de celui d'Ildefonso en 1777.
La colonisation reste cependant limitée à la région de Cuiabá, le reste du territoire étant habité par des Indiens..
À partir du milieu du XIXe siècle, la production d'or commence à décliner. À la fin du siècle, les seringueiros (producteurs de caoutchouc) et les éleveurs commencent à s'établir dans la région. Les éleveurs lorgnent surtout vers le cerrado, au sud de Cuiabá, alors que les seringueiros s'intéressent aux forêts près de la frontière bolivienne.
De 1901 à 1917, un mouvement séparatiste contrôle temporairement le Mato Grosso, mais le gouvernement fédéral finit par intervenir. L'État reprend véritablement son développement après la Seconde Guerre mondiale, organisé principalement par les frères Villas-Bôas qui créent la Fondation du Brésil Central dont le but est de favoriser le peuplement de la région par les habitants de la Côte. Ce sont également eux qui établissent les premiers véritables contacts avec les Indiens habitant le Haut-Xingu.
En 1977, le Mato Grosso do Sul est séparé du Mato Grosso pour former un nouvel État.

## Fuseau horaire
Le fuseau horaire en vigueur est une heure de moins que l'heure de Brasilia et quatre heures de moins que Greenwich, UTC-4. Généralement, entre les mois d'octobre et de février, on adopte l'heure d'été, dans laquelle les horloges sont avancées d'une heure pour économiser de l'énergie. Fait intéressant, bien que sur une base non officielle, certaines municipalités de l'est de l'État, dans la région connue sous le nom de "Vale do Araguaia", adoptent l'heure de Brasília même si elles sont tenues par la loi d'adopter le fuseau horaire officiel du Mato Grosso,.
La population, à son tour, affirme que la région se trouve déjà dans le flux de 45° W et, en outre, est fortement influencée par l'état de Goiás, car, comme il s'agit d'une région frontalière, la capitale Goiânia est beaucoup plus proche que Cuiabá. Par conséquent, des municipalités telles que Barra do Garças, Alto Araguaia, Canarana, Água Boa et Nova Xavantina, par exemple, suivent l'heure de Brasília,.

## Religion
Semblable à ce qui se passe sur tout le territoire national, le Mato Grosso est majoritairement peuplé de chrétiens, majoritairement catholiques et une fraction plus petite divisée en de nombreuses dénominations évangéliques.

## Économie

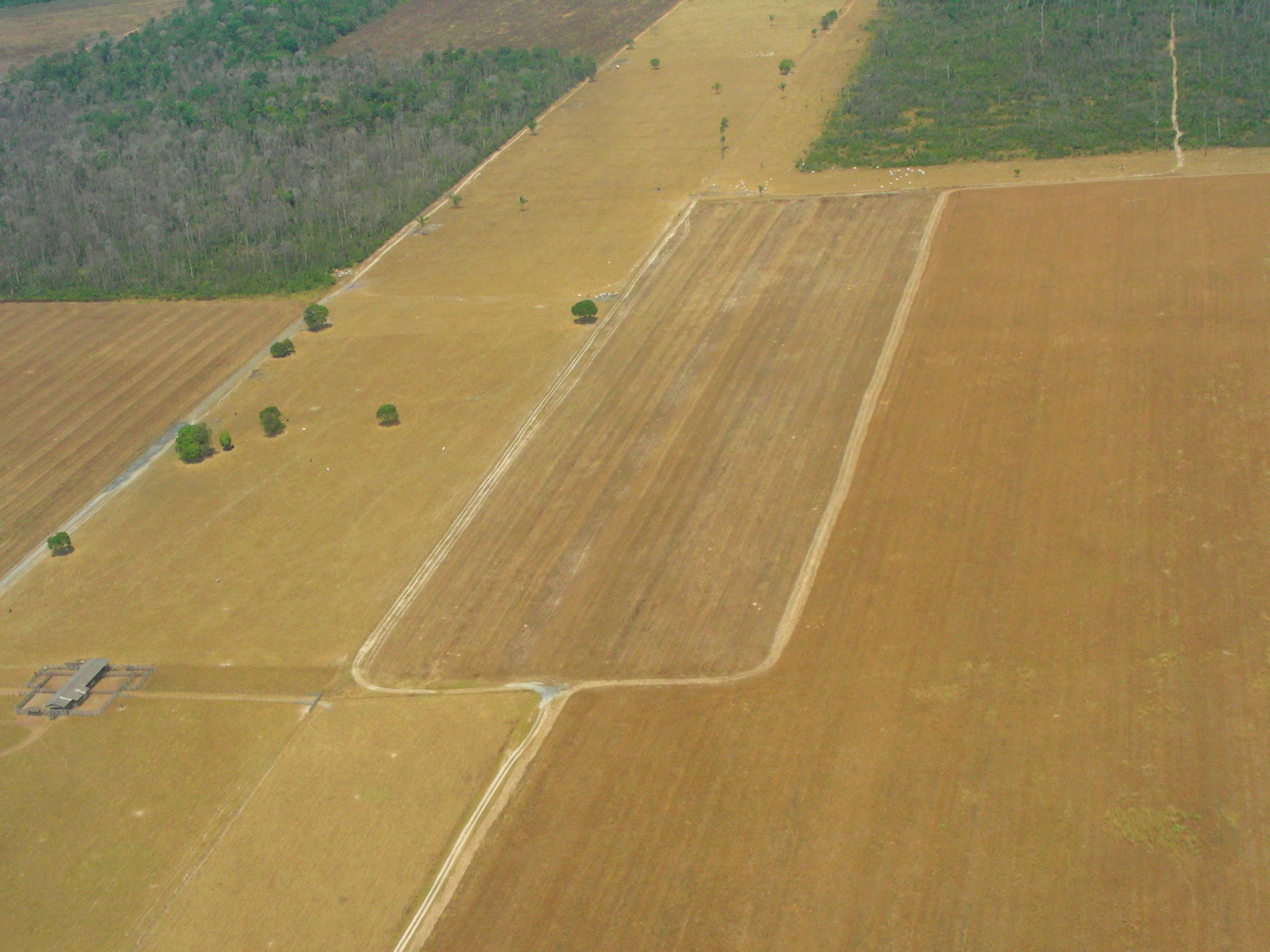
Zone de plantation du Mato Grosso.

En 2005, 70 % du PIB du Mato Grosso provient de l'agriculture et de l'élevage. Les exploitations agricoles produisent 18 millions de tonnes de soja et 29 millions de bovins. Grâce à cette région, le Brésil demeure le premier producteur et le premier exportateur de soja du monde. Les autres cultures du Mato Grosso sont le coton, le riz, la canne à sucre et le maïs.
Cette agriculture, en pleine expansion du fait des besoins alimentaires et la demande d'agrocarburant (bioéthanol), est l'un des responsables de la croissance intense du Brésil. En 2022, le Mato Grosso était le quatrième exportateur brésilien, juste derrière les États de São Paulo, Minas Gerais et Rio de Janeiro.

### Agriculture

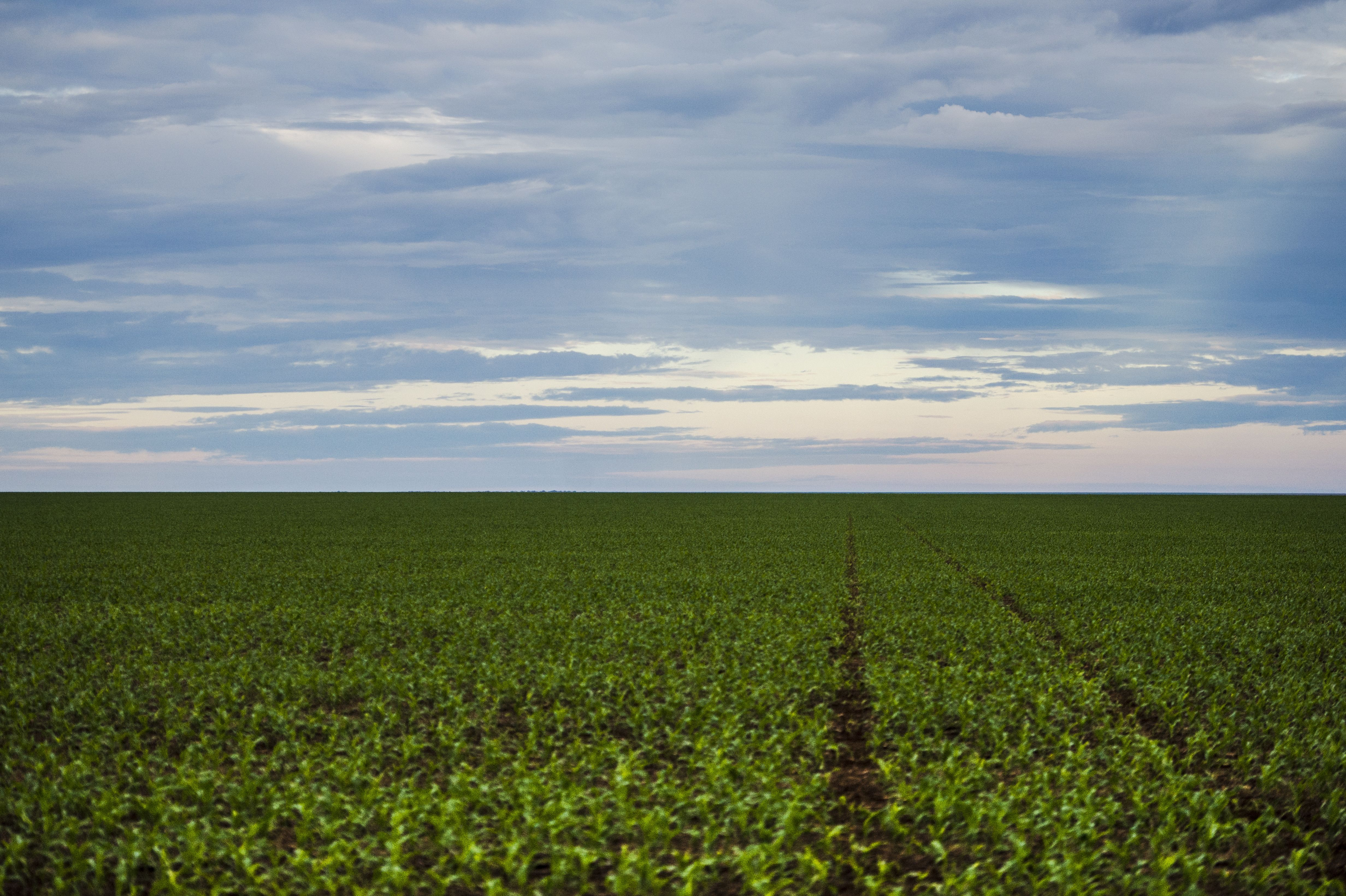
Soja à Brasnorte.

En 2020, le Mato Grosso était le leader de la production céréalière nationale, avec 28,0 %. C'est le plus grand producteur de soja au Brésil, avec 26,9 % du total produit en 2020 (33,0 millions de tonnes) ; le plus grand producteur de maïs du pays (le Brésil est le plus grand producteur de soja au monde et le deuxième producteur de maïs) ; le plus grand producteur de coton au Brésil, avec environ 65 % de la production nationale (1,8 sur les 2,8 millions de tonnes récoltées dans le pays) ; le sixième producteur de canne à sucre du pays, 16 millions de tonnes récoltées lors de la récolte 2019/20 ; et le troisième producteur de haricot, avec 10,5 % de la production brésilienne. En tournesol, l'État était le plus grand producteur national en 2019, avec 60 000 tonnes. En manioc, le Brésil a produit un total de 17,6 millions de tonnes en 2018. Le Mato Grosso a produit 287 000 tonnes cette année[incompréhensible],,,,,,.

### Bétail

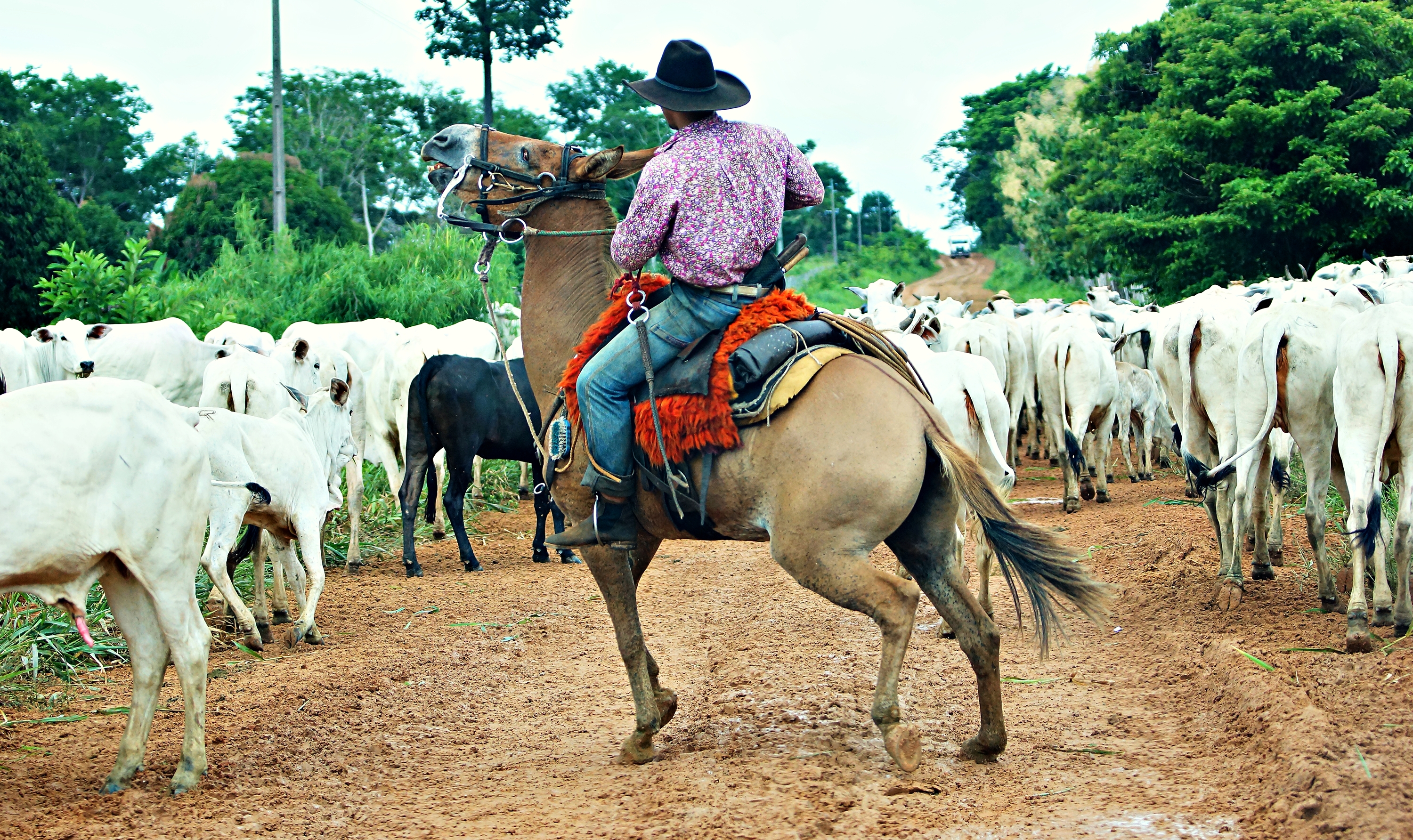
Bovins dans le Mato Grosso.

En 2019, le troupeau de bovins du Mato Grosso a atteint la barre des trente millions de bovins, le plus grand cheptel bovin du pays, représentant à lui seul près de 14 % de la production nationale. En 2018, le Mato Grosso était le cinquième producteur de porc du pays, avec un troupeau d'environ 2,5 millions d'animaux,,,.

### Exploitation minière
En 2017, le Mato Grosso détenait 1,15 % de la participation nationale minière (cinquième place du pays). Le Mato Grosso avait une production de or (8,3 tonnes d'une valeur de 1 milliard de réaux) et étain (536 tonnes d'une valeur de 16 millions de réaux). De plus, dans le domaine des pierres précieuses, l'État est le deuxième producteur national de diamant, ayant extrait 49 mille carats en 2017. La ville de Juína est la principale dans cette activité dans l'État. L'État a également une petite production de saphir et de jaspe,.

### Industrie

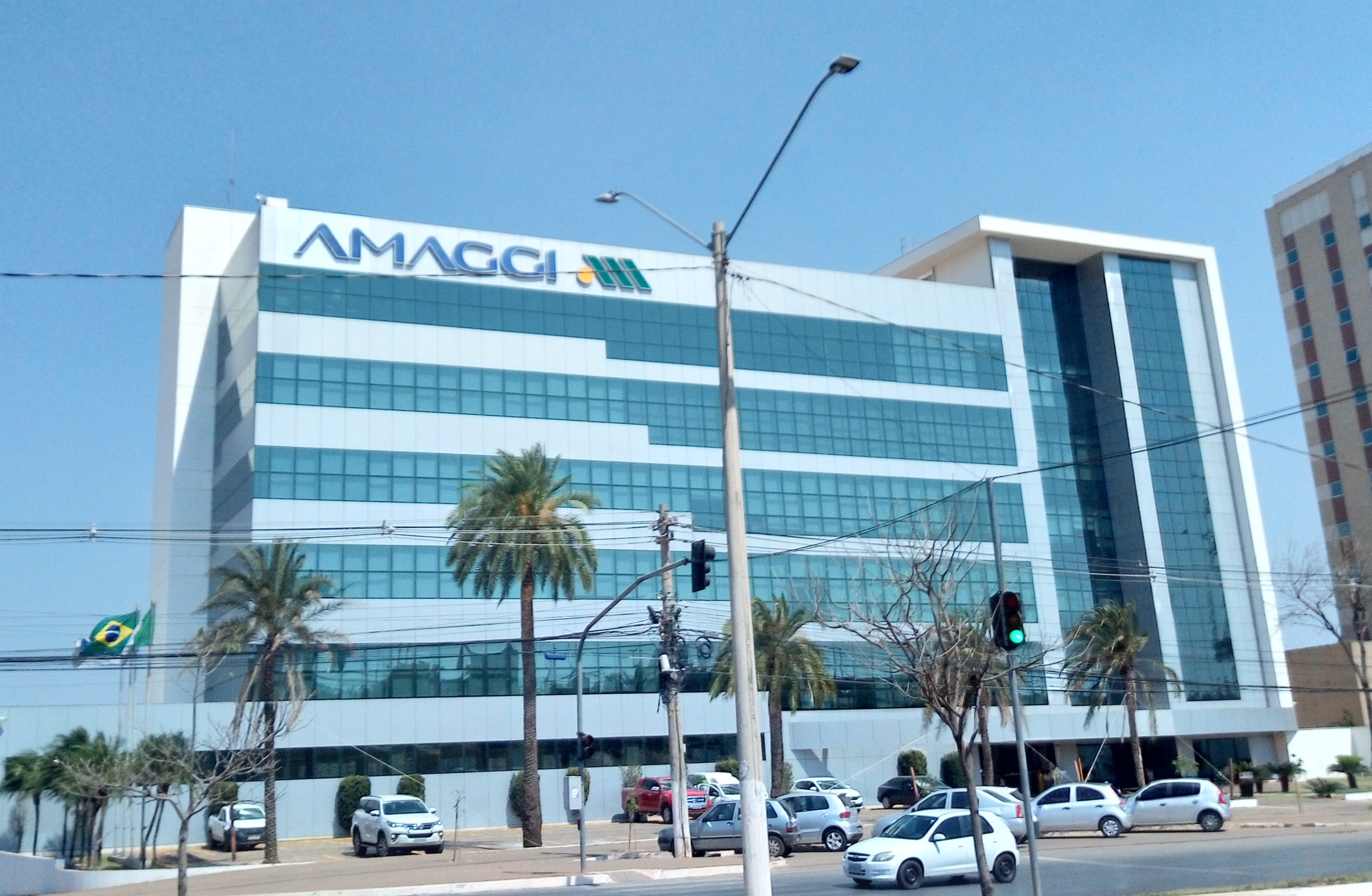
Siège social du groupe Amaggi à Cuiabá.

Le Mato Grosso avait un PIB industriel de 17,0 milliards de réaux en 2017, soit 1,4 % de l'industrie nationale. Elle emploie 141 121 travailleurs dans l'industrie. Les principaux secteurs industriels sont: la construction (32,0 %), l'alimentation (27,9 %), les services industriels d'utilité publique, tels que l'électricité et l'eau (18,6 %), les boissons (4,5 %) et les produits pétroliers, pétrole et biocarburants (3,9 %). Ces 5 secteurs concentrent 86,9 % de l'industrie de l'État.

## Infrastructures

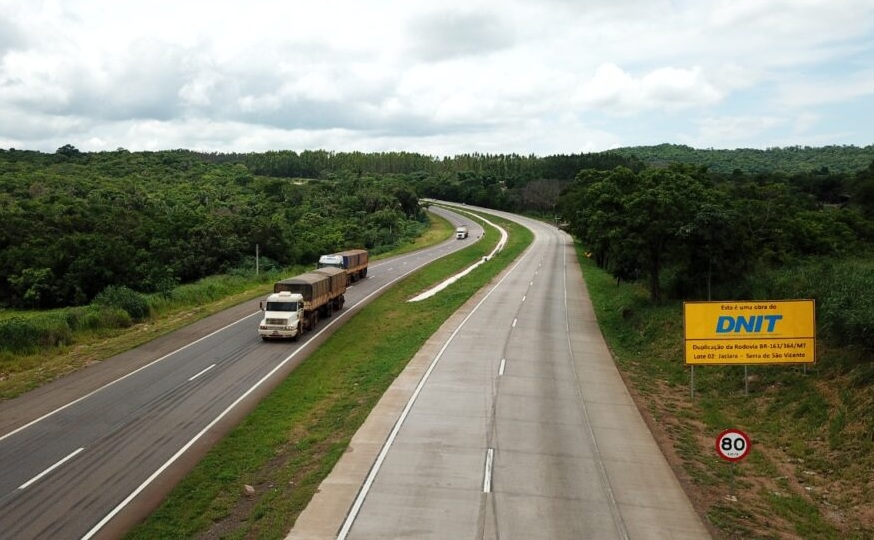
BR-163 / BR-364, tronçon en double entre Cuiabá et Rondonópolis.

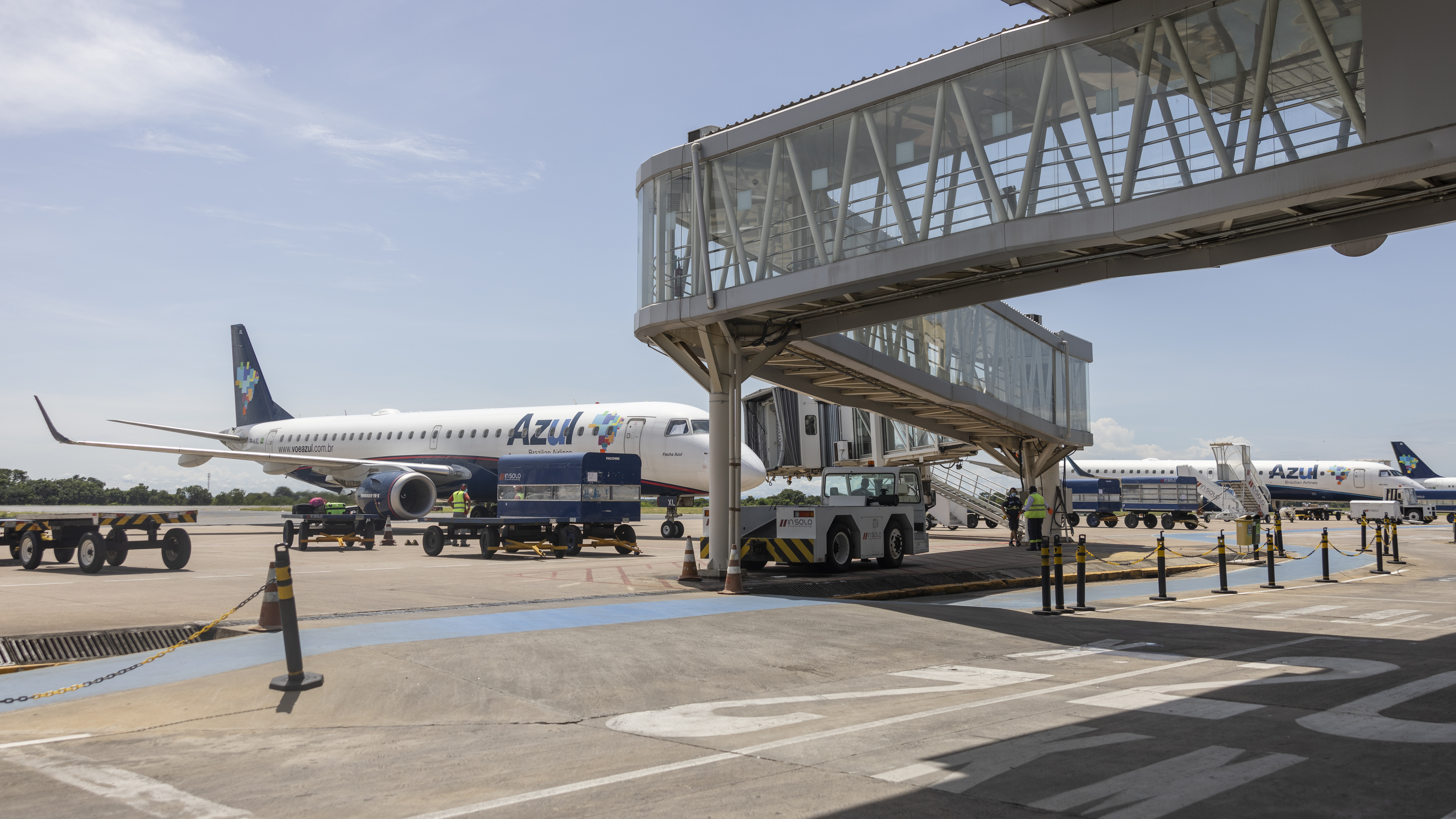
Aéroport International Maréchal Rondon à Varzea Grande.

Le Mato Grosso comptait, en 2020, 141 171 km de routes communales; sur les routes de l'État du Mato Grosso, il y avait 22 399 km de routes non goudronnées, 7 281 km de routes goudronnées et 81 km d'autoroutes. Dans le réseau routier fédéral, il y avait 3 649 km de routes, dont 330 km d'autoroutes. Le Mato Grosso, bien qu'il s'agisse d'un état d'occupation plus récente, possède déjà une autoroute à 2 voies dans chaque sens reliant la capitale Cuiabá à l'une des plus grandes villes de l'état, Rondonópolis, puis à la frontière avec le Mato Grosso do Sul,,,,..
L'aéroport international Marechal Rondon, situé à 10 km du centre-ville de Cuiabá, dans le quartier de Várzea Grande, a commencé à recevoir des vols internationaux en 1996. Aujourd'hui, il dessert plus d'un demi-million de passagers par an. La piste du Maréchal Rondon est ouverte à la circulation en 1956. En février 1975, Infraero reprend la gestion de l'aéroport et entreprend plusieurs aménagements pour répondre aux besoins du complexe aéroportuaire.
Le Ferrovia Norte Brasil (chemin de fer du nord du Brésil) relie le Mato Grosso à l'État de São Paulo et aux ports maritimes omme Port de Santos. Rumo Logística exploite uniquement des trains de marchandises sur la ligne, qui s'étend jusqu'à Rondonópolis à l'intérieur des terres. Une extension vers le nord jusqu'à Cuiabá et Lucas do Rio Verde est prévue à partir de 2021.

## Sports

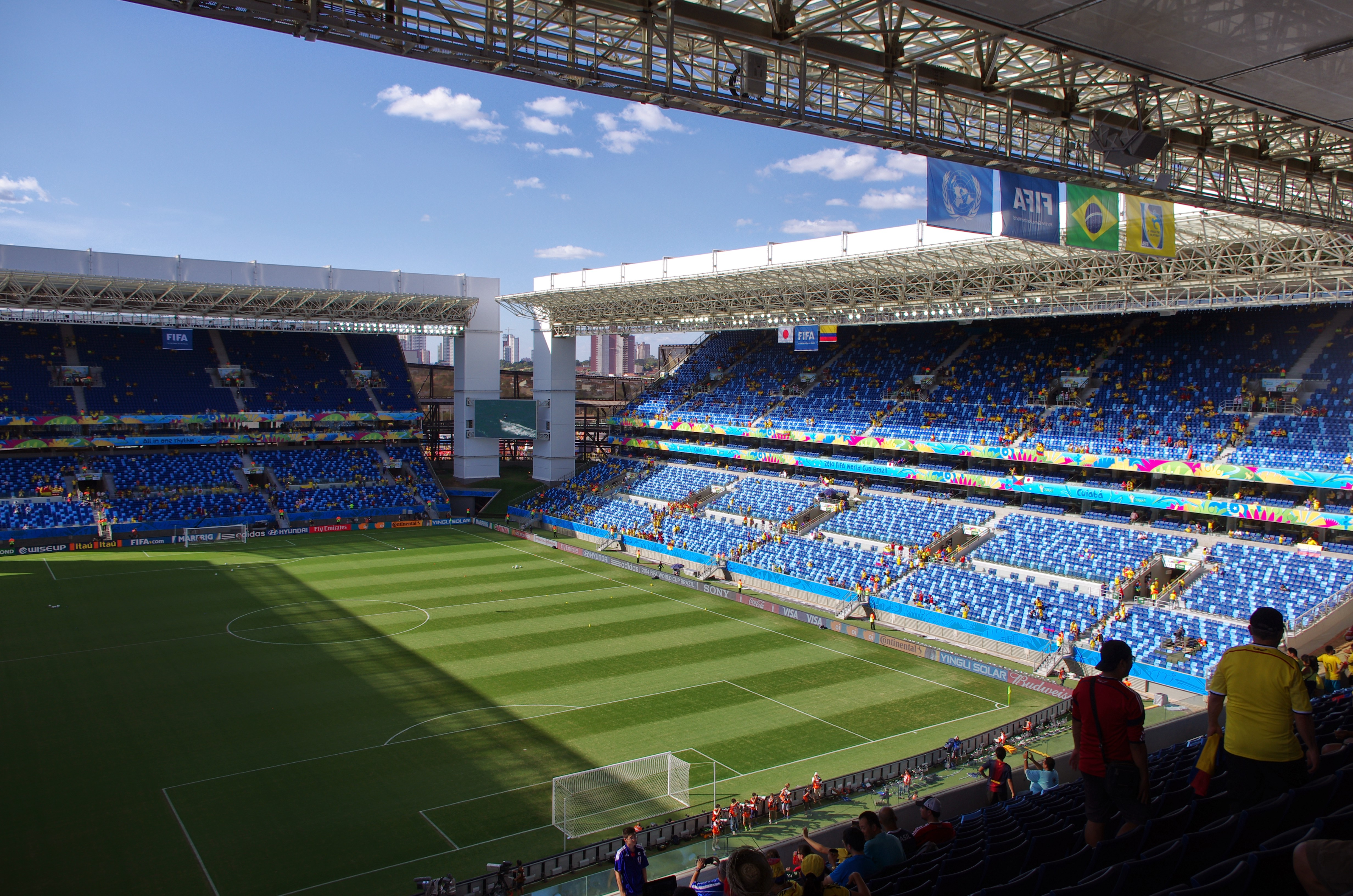
Arena Pantanal à Cuiabá.

Cuiabá était l'une des 12 villes choisies pour accueillir les matchs de la Coupe du monde de football 2014, qui s'est déroulée au Brésil.
Dans l'État sont nés les médaillés des championnats du monde Felipe Lima en natation et David Moura en judo, en plus des champions du monde de futsal Vinícius et Lenísio (it).

### Gouverneurs
| Période | Période  | Identité          | Étiquette             | Qualité |
| ------- | -------- | ----------------- | --------------------- | ------- |
| 1991    | 1994     | Jayme Campos      | PFL                   |         |
| 1995    | 2002     | Dante de Oliveira | PSDB                  |         |
| 2002    | 2003     | Rogério Salles    | PSDB                  |         |
| 2003    | 2010     | Blairo Maggi      | PR                    |         |
| 2011    | 2014     | Silval Barbosa    | PMDB                  |         |
| 2015    | 2018     | Pedro Taques (pt) | PDT                   |         |
| 2019    | en cours | Mauro Mendes      | DEM puis Union Brésil |         |